# Hocine Daikhi
Hocine Daikhi, né le 21 septembre 1996, est un karatéka algérien.

## Palmarès
| Année | Compétition                             | Lieu       | Résultat | Catégorie          |
| ----- | --------------------------------------- | ---------- | -------- | ------------------ |
| 2018  | Jeux méditerranéens de 2018             | Tarragone  | 1er      | Kumite +84 kg      |
| 2018  | Championnats d'Afrique de karaté 2018   | Kigali     | 1er      | Kumite +84 kg      |
| 2018  | Championnats d'Afrique de karaté 2018   | Kigali     | 3e       | Kumite par équipes |
| 2019  | Championnats d'Afrique de karaté 2019   | Gaborone   | 2e       | Kumite +84 kg      |
| 2019  | Championnats d'Afrique de karaté 2019   | Gaborone   | 2e       | Kumite par équipes |
| 2019  | Jeux africains                          | Rabat      | 2e       | Kumite +84 kg      |
| 2019  | Jeux africains                          | Rabat      | 1er      | Kumite par équipes |
| 2020  | Championnats d'Afrique de karaté 2020   | Tanger     | 1er      | Kumite +84 kg      |
| 2020  | Championnats d'Afrique de karaté 2020   | Tanger     | 1er      | Kumite par équipes |
| 2021  | Championnats d'Afrique de karaté 2021   | Le Caire   | 1er      | Kumite +84 kg      |
| 2021  | Championnats d'Afrique de karaté 2021   | Le Caire   | 2e       | Kumite par équipes |
| 2022  | Jeux méditerranéens de 2022             | Oran       | 2e       | Kumite +84 kg      |
| 2022  | Jeux de la solidarité islamique de 2021 | Konya      | 3e       | Kumite +84 kg      |
| 2022  | Championnats d'Afrique de karaté 2022   | Durban     | 2e       | Kumite +84 kg      |
| 2022  | Championnats d'Afrique de karaté 2022   | Durban     | 2e       | Kumite par équipes |
| 2023  | Jeux panarabes de 2023                  | Algérie    | 3e       | Kumite +84 kg      |
| 2023  | Championnats d'Afrique de karaté 2023   | Casablanca | 2e       | Kumite +84 kg      |
| 2023  | Championnats d'Afrique de karaté 2023   | Casablanca | 3e       | Kumite par équipes |
| 2024  | Jeux africains de 2023                  | Accra      | 3e       | Kumite +84 kg      |
| 2024  | Jeux africains de 2023                  | Accra      | 2e       | Kumite par équipes |
| 2025  | Championnats d'Afrique de karaté 2025   | Abuja      | 3e       | Kumite +84 kg      |

## Autres tournois
| Année | Compétition            | Lieu  | Résultat | Catégorie     |
| ----- | ---------------------- | ----- | -------- | ------------- |
| 2019  | Karate1 Premier League | Dubai | 3e       | Kumite 84+ Kg |